# Wish You Were Here
Wish You Were Here (en català: Tant de bo fossis aquí) és el novè àlbum d'estudi de la banda britànica de rock Pink Floyd. També és el títol d'un dels temes musicals que inclou l'àlbum, llançat el setembre de 1975 i inspirat en el material que van compondre durant la seva gira europea de 1974. El van gravar a l'Abbey Road Studios de Londres, per on ja havien passat artistes com ara The Beatles o The Rolling Stones. La seva temàtica explora l'absència, la indústria musical i els problemes mentals de l'anterior membre de la banda Syd Barrett. Les sessions d'enregistrament van ser àrdues i complicades, en part per la idea de Roger Waters de dividir la cançó «Shine On You Crazy Diamond» en dos, per a després unir cada meitat amb tres noves composicions. «Shine On» és un homenatge a Barrett que, irònicament, es va presentar als estudis el 5 de juny mentre es gravava. A la banda li va costar reconèixer-lo pel pes guanyat i el canvi d'aspecte.
De forma similar que en el seu àlbum previ The Dark Side of the Moon, la banda va utilitzar diferents efectes de so i sintetitzadors. Roy Harper va col·laborar com a vocalista a la cançó «Have a Cigar». El disseny artístic de l'àlbum, novament en mans de Storm Thorgerson, conté una funda negra i opaca que tapa la portada. Wish You Were Here es va estrenar a Knebworth (Anglaterra) el juliol de 1975, per després ser llançat oficialment el setembre d'aquell mateix any. Va ser un èxit immediat; la companyia discogràfica EMI ni tan sols va poder editar les suficients còpies per satisfer la demanda. Rebut amb indiferència per la crítica, al començament va rebre crítiques positives, però també negatives. Assolí directament el número 1 de les llistes dels Estats Units i d'Europa i, actualment està en la posició 211 de la llista dels 500 millors àlbums de la història, elaborada per la revista Rolling Stone. Els membres de la banda Richard Wright i David Gilmour coincideixen que de tots els àlbums de Pink Floyd, Wish You Were Here és el seu favorit.

## Antecedents
L'any 1974, Pink Floyd va compondre tres nous temes; «Raving and Drooling», «Gotta Be Crazy» i «Shine On You Crazy Diamond», que van tocar prèviament en una sèrie de concerts a França i al Regne Unit, com a part de la seva primera gira que van fer per promocionar The Dark Side of the Moon el 1973. La banda mai no havia contractat un publicista i a poc a poc s'anaven distanciant de la premsa. La seva relació amb la mateixa va començar a agreujar-se, per la qual cosa, després d'una forta crítica de Nick Kent (devot de Syd Barrett) sobre el seu nou material i una altra de Pete Erskine de la revista NME, van tornar a l'estudi la primera setmana de 1975 per començar a donar forma al seu nou àlbum.

## Concepte
Wish You Were Here és el segon àlbum de Pink Floyd en utilitzar una temàtica conceptual escrita íntegrament per Waters, i evoca el seu sentiment que la camaraderia que alguna vegada hi havia hagut entre els membres de la banda, feia temps que estava absent. L'àlbum comença amb una introducció instrumental de vuit minuts i mig, abans de començar amb «Shine On You Crazy Diamond». «Shine On» és un tribut a l'antic membre de la banda Syd Barrett, obligat a abandonar la banda per una crisi nerviosa deguda al consum de drogues que li va causar problemes mentals uns anys abans. Barrett és recordat amb frases com "Remember when you were young, you shone like the sun" ("Recorda't de quan eres jove, brillaves com el sol") i "You reached for the secret too soon, you cried for the moon" ("Vas intentar conèixer el secret massa aviat, vas anhelar la lluna").
L'àlbum també és una crítica a la indústria musical; «Shine On» s'ajunta amb «Welcome to the Machine», que comença amb l'obertura d'una porta —descrit per Waters com a "símbol d'un descobriment i progrés musicals traïts per la indústria musical que està més interessada en l'èxit i que es mostra avariciosa". La cançó acaba amb sons d'una festa, tipificant "la falta de contacte i sentiments reals entre la gent". «Have a Cigar» desdenya els "peixos grossos" de la indústria musical de forma similar, utilitzant frases com "gairebé no sap comptar" o "per cert, quin d'ells és Pink?"; aquesta última, una pregunta que almenys en una ocasió se li plantejà a la banda. "Wish You Were Here" no sols conté lletres relacionades amb la condició de Barrett, sinó que n'inclou també amb la dicotomia del caràcter de Waters, com a idealista, així com la seva personalitat dominant. L'àlbum acaba amb una repetició de «Shine On», i amb més parts instrumentals.

## Enregistrament

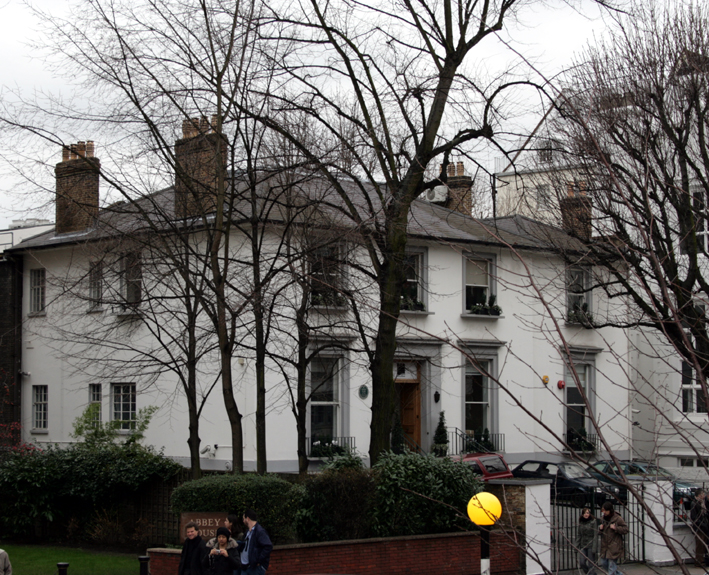
Fotografia dels Estudis Abbey Road que van servir com a estudi d'enregistrament de l'àlbum.

Alan Parsons va ser l'enginyer d'EMI responsable de l'anterior àlbum de Pink Floyd, The Dark Side of the Moon, encara que va decidir refusar l'oferta de la banda per continuar treballant amb ells. Va voler començar un projecte propi anomenat The Alan Parsons Project). La banda havia treballat prèviament amb Brian Humphries a la banda sonora More —gravat als Pye Studios—, i novament el 1974, en reemplaçar un tècnic del directe amb poca experiència, motiu pel qual el van reclutar per gravar els nous temes. Malauradament, al començament, com no coneixia bé els estudis Abbey Road es va trobar amb diverses dificultats, incloent un error que va tenir com a conseqüència espatllar les primeres versions de la cançó «Shine On». Es va haver de regravar tota la pista, plena de reverberació.
La banda, que treballava a l'estudi número tres, va començar tenint problemes per crear nou material, especialment perquè l'èxit de Dark Side of the Moon els havia deixat esgotats emocionalment i físicament. Richard Wright va dir, d'aquestes primeres sessions d'enregistrament, que van passar "en un període difícil", mentre que Roger Waters comentà que varen ser "una tortura". El bateria Nick Mason va trobar el procés d'enregistrament multipista esgotador i tediós, mentre que David Gilmour estava més interessat a millorar el material ja existent de la banda que en crear material nou. A més, s'estava començant a sentir frustrat amb Mason, el matrimoni fallit del qual l'havia deixat apàtic, cosa que va afectar la seva forma de tocar. Mason ha dit que la diatriba de Nick Kent a la revista NME possiblement hagués influït, d'alguna manera, a mantenir el grup unit.
| «                | He de dir que va ser un període molt difícil. Tots els teus somnis de la infantesa s'havien complert i teníem l'àlbum més venut del món i totes les coses per les que ens vam ficar en això. Les noies, els diners, la fama i tot... tot ens havia vingut de cara i havies de tornar a repensar-te per què estaves posat en això; va ser una època bastant confusa i bastant buida durant un temps ... | » |
| — David Gilmour, | |   |

Tanmateix, al cap de poques setmanes, Waters va començar a visualitzar un altre concepte. Les tres noves composicions escrites durant la gira de 1974 eren un punt de partida per a l'àlbum, i «Shine On You Crazy Diamond» semblava una elecció lògica per ser el centre de tot. Era bàsicament un instrumental de més de vint minuts similar a «Echoes»; la peça inicial de guitarra va recordar a Waters la figura de Syd Barrett. La peça la va compondre per accident Gilmour, encara que va donar-li continuïtat gràcies a la resposta positiva de Waters. La idea de Waters era dividir «Shine On You Crazy Diamond» en dos peces, i col·locar al mig dues noves cançons. Gilmour no estava d'acord, però es va resignar perquè els altres tres eren majoria. «Welcome to the Machine» i «Have a Cigar» eren atacs encoberts cap a la indústria musical, mentre que les lletres es fusionaven amb «Shine On» per crear un resum sobre les pujades i baixades en la vida de Barrett; "Perquè volia apropar-me al màxim al que sentia... aquesta malenconia indefinible i inevitable sobre la marxa de Syd". «Raving and Drooling» i «Gotta Be Crazy» finalment no van tenir cabuda al nou àlbum, motiu pel qual van ser rebutjades.

### Visita de Barrett
Un dels moments més significatius de les sessions d'enregistrament de Wish You Were Here va succeir el 5 de juny de 1975. Aquell dia Gilmour es va casar per primera vegada; a més, era el dia previ a la segona gira nord-americana de la banda aquell any.  La banda es trobava completant el procés de mescla de «Shine On», quan un home amb excés de pes, el cap i celles afaitades i amb una bossa de plàstic a la mà va entrar als estudis. Waters al principi no el va reconèixer. Wright tampoc no sabia qui era. Va suposar que era un amic de Waters i li va preguntar sobre el desconegut, abans d'adonar-se que era Syd Barrett. Gilmour va pensar inicialment que era un empleat d'EMI, mentre que Mason tampoc no el va reconèixer; comenta que es va sentir "horroritzat" quan Gilmour li ho va dir. A Inside Out (2005) Mason va recordar la conversa de Barrett d'aquell dia com a "desganada i no completament coherent". Storm Thorgerson va reflexionar sobre la presència de Barrett: "Dues o tres persones van plorar. Va estar per allà i va parlar una mica, però realment no era allà".
Waters estava visiblement afectat en veure l'estat de Barrett, a qui Andrew King va preguntar com podia haver guanyat tant pes. Barrett va dir que tenia una nevera molt gran en la cuina, i que havia estat menjant moltes costelles de porc. També va esmentar que estava llest per aportar a la banda, encara que en escoltar la barreja de «Shine On» va esmentar que no entenia la rellevància del tema en la seva difícil situació. Es va unir als convidats del casament de Gilmour a la cafeteria d'EMI, encara que va marxar sense ni tan sols acomiadar-se. Cap membre de la banda no el va tornar a veure fins a la seva mort el 2006. Encara que les lletres ja estaven acabades, la presència de Barrett aquell dia als estudis pot haver influït en la part final de la cançó —executada per Wright, se sent la tornada de «See Emily Play» cap al final de l'àlbum.
| «               | Estic molt trist pel Syd. Sens dubte que era important i la banda mai no hagués començat sense ell perquè componia tot el material. No podia haver ocorregut sense ell però, d'altra banda, no podíem haver seguit amb ell. «Shine On» realment no tracta sobre Syd; ell és només un símbol per a tots els extrems d'absència que algunes persones han de consentir perquè és l'única manera que poden suportar el fotudament trist que és la vida moderna, per retirar-se completament. Tot plegat ho vaig trobar terriblement trist. | » |
| — Roger Waters, | |   |

### Instrumentació

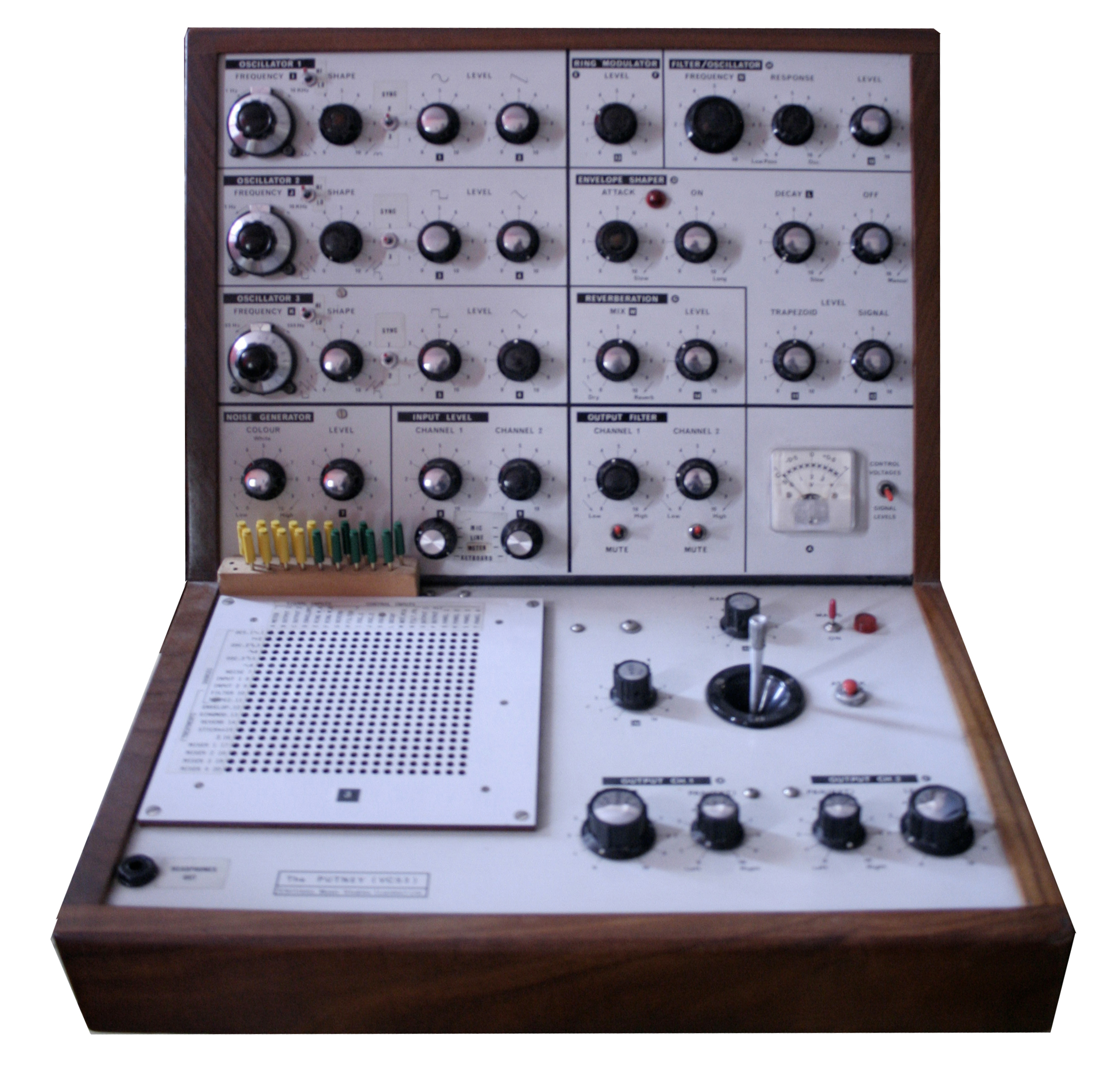
Imatge d'un sintetitzador EMS VCS3

Igual que a The Dark Side of the Moon, la banda va utilitzar sintetitzadors com el VCS3 (a «Welcome to the Machine»), encara que suavitzats amb la guitarra acústica de Gilmour i la percussió de Mason. El començament de «Shine On» conté retalls d'algunes composicions prèvies de la banda, conegudes com a Household Objects. Es van utilitzar vasos de vi plens de diferents quantitats de fluids per gravar una sèrie de sons en passar el dit per les seves vores. Aquests enregistraments es van fer amb multipistes i es van usar per a l'obertura de «Shine On».
El violinista de jazz Stéphane Grappelli i el clàssic Yehudi Menuhin es trobaven en un altre dels estudis del mateix edifici i se'ls va convidar a gravar una de les peces del nou àlbum. Menuhin va estar mirant com Grappelli tocava, encara que finalment la banda va decidir no usar la seva contribució i van gravar-hi a sobre. Tan sols se sent, fixant-s'hi molt, cap al final. Tanmateix, trenta-sis anys més tard es va recuperar una còpia, que es creia esborrada, de la gravació alternativa amb Grappelli i es va incloure en un àlbum de col·leccionista editat el 2011. Encara que Grappelli no figura als crèdits per la seva contribució (la banda va pensar que podia sentir-se insultat), se li van pagar les 300 lliures acordades. Dick Parry va tornar a contribuir tocant el saxòfon, aquesta vegada a «Shine On You Crazy Diamond». Els primers compassos de «Wish You Were Here» es van gravar fent servir la ràdio del cotxe de Gilmour, mentre algú anava canviant de dial. La música clàssica que s'escolta és la quarta simfonia de Txaikovski.

### Veus
Les sessions d'enregistrament van ser interrompudes en dues ocasions per la gira als Estats Units (una a l'abril i l'altra al juny de 1975), a més que a les últimes sessions, dutes a terme després de l'estrena de l'àlbum en un concert a Knebworth, van resultar molt problemàtiques per a Waters. Va passar dificultats per a gravar les veus de «Have a Cigar», per la qual cosa va haver de fer diverses preses fins a aconseguir el resultat desitjat. Els problemes venien per culpa del seu limitat registre vocal, a més de per les tensions que va passar a l'hora de gravar la seva part vocal a «Shine On». Se li va demanar a Gilmour que cantés al seu lloc, però s'hi va negar, per la qual cosa finalment ho va fer Roy Harper. En aquell moment Harper es trobava gravant el seu propi àlbum als estudis d'Abbey Road, en el qual Gilmour ja havia col·laborat en algunes peces de guitarra. Waters més tard es va penedir de la decisió, creient que finalment ho havia d'haver fet ell mateix. The Blackberries van gravar els cors de «Shine On».

## Presentació
Wish You Were Here es va posar a la venda amb una de les presentacions més elaborades dels àlbums de Pink Floyd. Storm Thorgerson va acompanyar la banda a la seva gira de 1974, i havia estat pensant sobre el significat de les cançons, preocupat, en general, amb les "presències incompletes", més que amb la malaltia de Barrett.

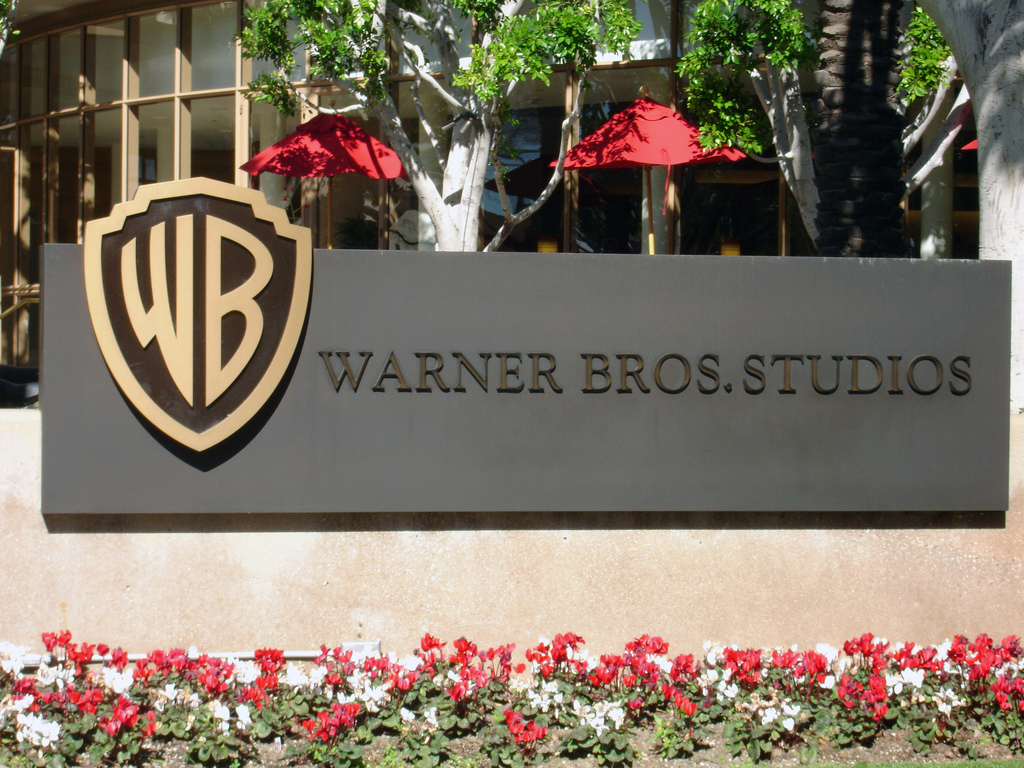
La fotografia de la portada es va fer als estudis de Warner Bros a Los Angeles, Califòrnia.

El tema de l'absència es reflecteix en les idees que es van treure després d'hores de brainstorm amb la banda. Thorgerson va notar que l'àlbum de Roxy Music Country Life es venia amb un embolcall verd —deixant la portada censurada— i en va copiar la idea, dissimulant el disseny gràfic de Wish You Were Here amb un embolcall fosc (fent que la portada fos "invisible"). El concepte existent darrere de «Welcome to the Machine» i «Have a Cigar» li va suggerir l'ús d'una encaixada de mans (un gest, de vegades buit) i George Hardie va dissenyar un adhesiu que contenia un logotip de dues mans mecàniques encaixant per col·locar-lo a l'embolcall exterior de la portada. La portada de l'àlbum s'inspira en la idea que la gent sol reprimir els seus verdaders sentiments, per por de "cremar-se, per la qual cosa apareixen dos empresaris encaixant, mentre un d'ells està en flames. "Getting burned" (Cremar-se) a més era frase comuna a la indústria musical, usada sovint per artistes a qui se'ls negaven regalies. Per a la foto es van utilitzar dos especialistes (Ronnie Rondell i Danny Rogers), un d'ells embotit en un vestit ignífug i un vestit de negocis al damunt. Tenia el cap protegit amb una caputxa, sota d'una perruca. La foto es va fer als estudis de la Warner Bros a Los Angeles. Al començament de la sessió fotogràfica el vent bufava en la direcció equivocada, per la qual cosa les flames van anar directes a la cara de Rondell, cremant-li el bigoti. Els especialistes van canviar de posicions, i després es va invertir la imatge.
La contracoberta de l'àlbum representa un "empresari Floyd" sense rostre, que en paraules de Thorgerson estava "venent l'ànima" al desert (fotografiat al desert de Yuma a Califòrnia). L'absència dels canells i turmells representa el seu "vestit de negocis buit". A l'interior es veu un vel fuetejat pel vent en un bosc de Norfolk, al costat d'un saltador (que no esquitxa) al llac Mono —anomenat al llibret interior Monosee— a Califòrnia (novament emfatitzant el tema de l'absència). La decisió d'embolicar l'àlbum amb un plàstic negre no va agradar a la companyia que distribuïa l'àlbum als Estats Units, Columbia Records, que va insistir que es canviés. Tanmateix, a EMI no li va importar; els membres de la banda van dir sentir-se extremadament contents amb el resultat final, i quan van rebre la maqueta de preproducció, ho van acceptar amb un espontani i fort aplaudiment.

## Recepció

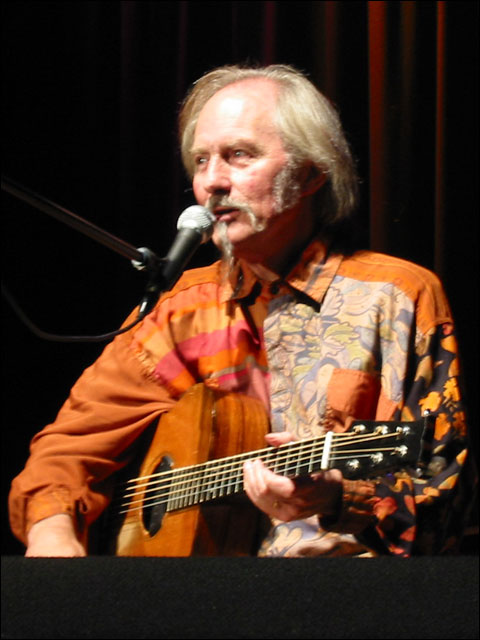
Roy Harper (fotografia de 2001) va posar veu a la cançó «Have a Cigar», a més de protagonitzar un incident en la presentació de l'àlbum a Knebworth.

La major part de Wish You Were Here es va estrenar el 5 de juliol de 1975 en un festival a l'aire lliure a Knebworth. En el mateix esdeveniment participava el cantant Roy Harper, qui, en descobrir que el vestuari que havia d'utilitzar en el concert havia desaparegut, va destrossar una de les furgonetes de Pink Floyd, patint alguna ferida en el procés. Això va fer que hi hagués un retard en la posada a punt del sistema de so. Per altra banda, estava previst que un parell d'avions Supermarine Spitfire de la Segona Guerra Mundial sobrevolessin el públic durant l'entrada de la banda, per la qual cosa no es podien permetre retards. La conseqüència va ser un problema d'alimentació elèctrica que feia que els teclats de Wright sonessin desafinats, espatllant l'actuació de la banda. Va resultar que cada vegada que s'apujava el volum general, els teclats de Wright desafinaven. En un moment del concert, Wright va abandonar l'escenari, encara que van decidir seguir amb un teclat menys sensible, un piano, i un espectacle lluminós més simple. Després d'una breu aturada van tornar per interpretar The Dark Side of the Moon. Els crítics, descontents per haver-se'ls denegat l'accés al backstage van criticar durament l'actuació.
L'àlbum es va llançar al mercat el 12 de setembre de 1975 al Regne Unit i, als Estats Units, l'endemà. Al Regne Unit, gràcies al premsatge de 250.000 còpies inicials, va entrar directament al número 1 de vendes, per la qual cosa EMI, davant la gran demanda, va haver d'informar els distribuïdors que només es podrien servir la meitat de les seves comandes. Amb 900.000 còpies inicials als Estats Units (la quantitat més alta de Columbia fins a la data) va arribar al lloc número u de la llista de Billboard 200 a la seva segona setmana. Fins al 1991 Wish You Were Here va ser l'àlbum de la història de Pink Floyd que més ràpidament es va vendre, encara que inicialment va rebre algunes ressenyes negatives:
| «                             | «Shine on You Crazy Diamond» inicialment és creïble perquè pretén confrontar el tema de Syd Barrett, la llarga o probablement eterna pèrdua del guia del Floyd original. Però la idea potencial no es realitza; donen una lectura tan literal del fotut tema que podrien estar cantant sobre el cunyat de Waters rebent una multa d'aparcament. Aquesta conducta displicent, força entre altres coses una reavaluació de la seva relació amb totes les orquestres de cadets de l'espai que van engendrar inconscientment. Una de les coses que aquestes bandes tenen, en la seva forma inepta i cacofònica, és una sincera passió pel seu 'art'. I passió és el que li manca a Pink Floyd. | » |
| — Ben Edmunds, Rolling Stone, | |   |

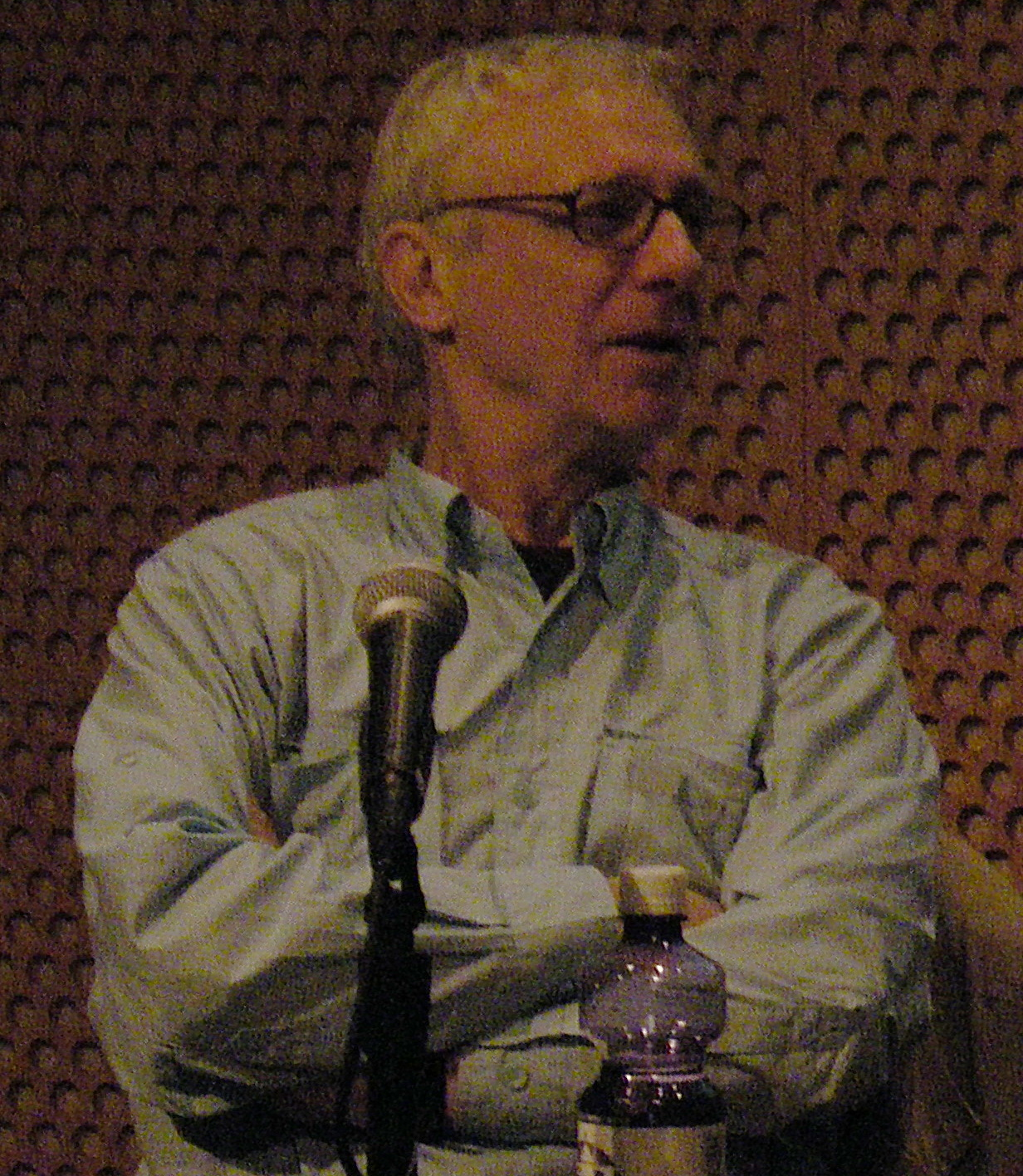
Robert Christgau va elogiar l'àlbum en la ressenya que en va fer.

Robert Christgau va ser més positiu, escrivint "... la música no és només simple i atractiva, amb el sintetitzador usat només per a textures i les parts de guitarra per comentar, sinó que realment aconsegueix alguna cosa de la dignitat simfònica que The Dark Side of the Moon va simular tan poderosament". Tanmateix, Melody Maker el va menysprear dient: "Des de qualsevol direcció que s'abordi Wish You Were Here segueix sonant poc convincent en la seva sinceritat poderosa i mostra una greu falta d'imaginació en tots els aspectes". Malgrat tot això, el 2003 l'àlbum es va situar al lloc 209 de la "llista dels 500 millors àlbums de tots els temps" elaborada per la revista Rolling Stone. El 1998 els lectors de la revista Q van votar situant Wish You Were Here a la posició 34 de la seva llista dels "millors àlbums de tots els temps". L'any 2000 la mateixa revista el va situaren el lloc 43è de la seva llista dels "100 millors àlbums britànics de tots els temps". El 2007, una de les emissores de ràdio més grans d'Alemanya, WDR 2, va demanar que els seus oients votessin "els 200 millors àlbums de la història". Wish You Were Here va quedar en primer lloc. El 2004 Wish You Were Here es va situar en el lloc 36è de la llista d'"els 100 millors àlbums dels anys 1970" elaborada per Pitchfork Media.
Malgrat els problemes sorgits durant la producció, l'àlbum és el favorit de Wright- "és un àlbum que puc escoltar per gaudir, i no hi ha gaires àlbums de Floyd amb què pugui fer això". Gilmour opina igual- "jo diria que és el meu àlbum favorit. El resultat final de tot plegat, fos el que fos, definitivament m'ha deixat un àlbum amb el qual puc conviure molt feliç. M'agrada molt".

### Vendes
Pink Floyd i el seu mànager Steve O'Rourke no estaven satisfets amb els esforços de la seva discogràfica als Estats Units, Capitol Records (subsidiària d'EMI), i Wish You Were Here va esdevenir el primer àlbum de Pink Floyd a ser distribuït allà per Columbia Records, afiliat de CBS. Malgrat això, la banda va seguir amb Harvest Records d'EMI a Europa. Com a resultat d'aquest canvi de discogràfica, la banda serien amos dels seus enregistraments des d'aquell moment; tots els àlbums posteriors a Wish You Were Here porten el copyright de "Pink Floyd Music Limited" o (després de la marxa de Waters) "Pink Floyd (1987) Ltd.", en comptes del de la seva discogràfica.
L'àlbum va ser disc de plata i or (60.000 i 100.000 còpies venudes, respectivament) al Regne Unit l'1 d'agost de 1975, i or als Estats Units el 17 de setembre de 1975. El 16 de maig de 1997 va aconseguir el de platí, i a 2004 havia venut més de 13 milions de còpies a escala mundial. Columbia va escollir «Have a Cigar» com a primer senzill extret de l'àlbum, amb «Welcome to the Machine» com a Cara B als Estats Units.

### Posició a les llistes
Àlbums
| Any  | Llista                     | Posició | Comentaris                       | Font(s)       |
| ---- | -------------------------- | ------- | -------------------------------- | ------------- |
| 1975 | Llista britànica d'àlbums  | 1       | Harvest SHVL 814                 | [ 43 ] [ 60 ] |
| 1975 | Billboard Pop albums       | 1       | Columbia PC 33453                | [ 43 ] [ 61 ] |
| 1975 | Llista d'àlbums d'Àustria  | 2       |                                  | [ 62 ]        |
| 1975 | Llista d'àlbums de Suècia  | 14      | Harvest 062-96918, 1C 064-96 918 | [ 63 ]        |
| 1975 | Llista d'àlbums de Noruega | 2       |                                  | [ 64 ]        |

## Reedicions i remasteritzacions
Wish You Were Here s'ha remasteritzat i reeditat en diverses ocasions i en diversos formats. Al Regne Unit i als Estats Units l'àlbum es va rellançar en so quadrafònic el 1976, i el 1980 es va llançar un especial Hi-Fi Today al Regne Unit. Als Estats Units es va llançar en CD el 1983, mentre que al Regne Unit hauria d'esperar fins a 1985, i novament, el 1994, es va remasteritzar amb disseny gràfic nou. Als Estats Units CBS Mastersound (subsidiària de Columbia) va llançar una edició masteritzada a la meitat de revolucions en Lp el 1981, i el 1994 Sony Mastersound va llançar una edició en CD recobert d'or de 24k, remasteritzat usant Superbit Mapping, amb el disseny gràfic original en dos formats diferents.  També es va incloure l'àlbum dins de la caixa recopilatòria «Shine On», i cinc anys després Columbia Records va llançar una versió en CD remasteritzada, 17 segons més llarga que la remasterització d'EMI de 1994, comptant finalment amb una durada de 44:28. La seva etiqueta és una recreació del logo original sobre fons blau i negre.  Es va tornar a llançar el 2000 per celebrar el seu vint-i-cinquè aniversari mitjançant Capitol Records als Estats Units i mitjançant EMI per a la resta del món, utilitzant la mateixa remasterització de 1992 que apareix a «Shine On», però amb el disseny gràfic de l'edició d'EMI de 1994.

## Llista de cançons
Amb 44:28 minuts de durada, l'àlbum conté els temes següents:
Totes les lletres escrites per Roger Waters. 
| Núm. | Títol                                    | Música                  | Vocalista principal | Durada |
| ---- | ---------------------------------------- | ----------------------- | ------------------- | ------ |
| 1.   | «Shine On You Crazy Diamond (Parts I–V)» | Gilmour, Waters, Wright | Waters              | 13:30  |
| 2.   | «Welcome to the Machine»                 | Waters                  | Gilmour             | 7:31   |

| Núm. | Títol                                      | Música                  | Vocalista principal | Durada |
| ---- | ------------------------------------------ | ----------------------- | ------------------- | ------ |
| 1.   | «Have a Cigar»                             | Waters                  | Harper              | 5:08   |
| 2.   | «Wish You Were Here»                       | Gilmour                 | Gilmour             | 5:40   |
| 3.   | «Shine On You Crazy Diamond (Parts VI–IX)» | Gilmour, Waters, Wright | Waters              | 12:31  |

## Personal
| Pink Floyd - David Gilmour – veu, guitarra, lap steel guitar, EMS Synthi AKS, teclats, efectes de so; guitarra acústica de 6 i de 12 cordes a "Wish You Were Here" - Roger Waters – veu, baix, guitarra, VCS3, efectes de so - Nick Mason – bateria, percussió, efectes de so - Richard Wright – teclats, VCS3, clavinet, cors Músics addicionals - Dick Parry – saxofon a "Shine On You Crazy Diamond" - Roy Harper – veu a "Have a Cigar" - Venetta Fields i Carlena Williams – cors | Producció - Brian Humphries – enginyer de so - Peter James – enginyer, enginyer assistent - Bernie Caulder - Phil Taylor – fotografia addicional (remasterització) - Hipgnosis – disseny, fotografia - Peter Christopherson, Jeff Smith, Howard Bartrop i Richard Manning - assistents de disseny - George Hardie – disseny gràfic - Jill Furmanovsky – fotografia addicional (remasterització) - James Guthrie – productor de remasterització - Doug Sax – remasterització |